# Powiat Bielitz

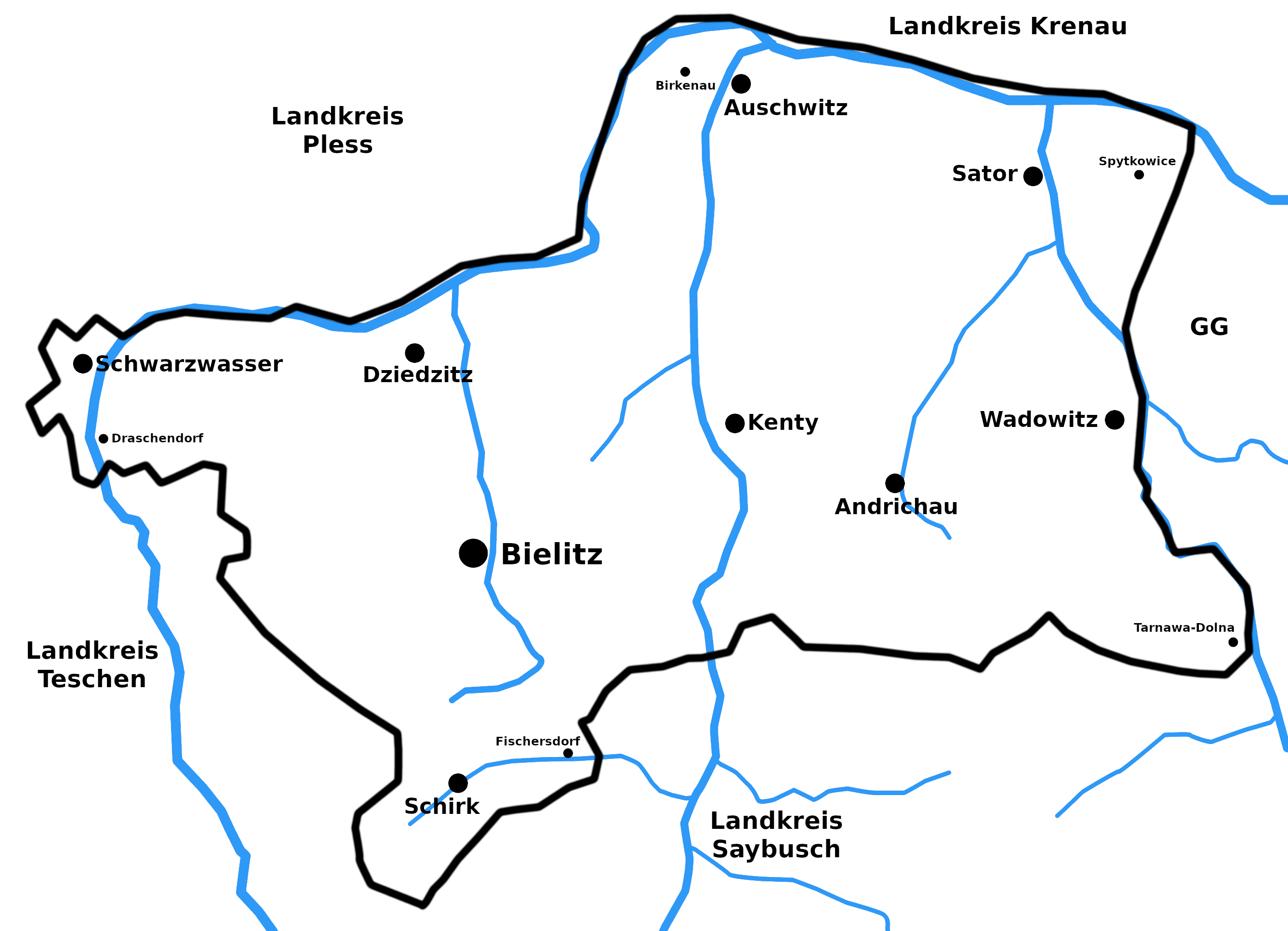
Lankdreis Bielitz

Powiat Bielitz (niem. Landkreis Bielitz, pol. powiat bielski) – były powiat niemiecki, istniejący w latach 1939–1945. Powstał w efekcie włączenia we wrześniu 1939 powiatów bielskiego, bialskiego i części wadowickiego do III Rzeszy. Jego powierzchnia wynosiła 1447,5 km² i według stanu z 1939 liczył 302 tysiące mieszkańców.
Siedzibą starosty było Bielsko (Bielitz) po raz pierwszy połączone z Białą jak również innymi gminami bielskiej wyspy językowej w jedno miasto, liczące ok. 54 tysiące mieszkańców. Drugim miastem powiatu był Oświęcim (Auschwitz, 35 tys.), z pozostałych miast ważnym dla okupantów ośrodkiem był Strumień (Schwarzwasser), częściowo jeszcze zamieszkały przez mniejszość niemiecką. Pozostałe miasta zostały zredukowane do poziomu gmin.
18 stycznia 1941 rozwiązano prowincję Śląsk, wskutek czego powiat Bielitz wszedł w skład nowej prowincji Górny Śląsk (Provinz Oberschlesien), utworzonej z rejencji katowickiej i opolskiej.

## Historia
Już 3 września wojska niemieckie zajęły Bielsko. 8 września Adolf Hitler zakomunikował chęć włączenia podbitych terenów z Bielskiem i sąsiednią Białą Krakowską do III Rzeszy. Kwestia ustalenia nowej granicy i administracyjnej przynależności regionu pozostawała jednak przez cały wrzesień w zasadzie otwarta. Ostateczna decyzja o włączeniu powiatów Cieszyn-Frysztat i Bielsko-Biała pod zarząd w Katowicach zapadła 6 października. Połączone zostały powiaty bielski i bialski oraz część wadowickiego w jeden powiat ziemski (Landkreis) sięgający od Wisły i Strumienia po Skawę z Zatorem i Wadowicami, jak też leżącymi za Skawą Miejscem, Spytkowicacmi, Bachowicami i Woźnikami. Przesunięcie granicy do Skawy było echem pojawiających się już wcześniej żądań miejscowych środowisk niemieckich o włączenie do Śląska zachodnich terenów Galicji, przede wszystkim z pozostałymi gminami bielskiej wyspy językowej. Ostatnim razem takie starania miały miejsce w latach 1915 do 1917, kiedy zażądano przyłączenia terenów najpierw do Soły, później również powiaty oświęcimski i żywiecki. Nasiliły się one po wydaniu aktu 5 listopada 1916, kiedy pojawiła się groźba odłączenia Galicji od Austrii i na początku 1917 po wydaniu książki Gerharda Seeligera pt. Das Deutschtum in den Westbeskiden und die Herzogtumer Auschwitz und Zator, która starała się udowodnić tezę, że tereny te rzekomo zachowały niemiecki charakter pomimo przynależności do Polski w wiekach XVI do XVIII. Tęzę tę umocnił Kurt Lück w latach 30. XX wieku.
W przeprowadzonym w dniach 23–27 grudnia 1939 policyjnym spisie ludności z grudnia 1939 r. 148 273 mieszkańców powiatu zadeklarowało narodowość polską, niemiecką 44 320, śląską – 30 451, żydowską 7854, ukraińską 191 a czeską 94, jednak w późniejszym okresie, wskutek podpisywania Niemieckiej Listy Narodowej liczba Niemców znacząco się zwiększyła. W 1943 poszczególne kategorie Volkslisty liczyły: 9557 folksdojczów (DVL I), 20 669 osób pochodzenia niemieckiego (DVL II), 42 781 trójkarzy (DVL III) i 1253 osób IV kategorii. W tym roku z Niemców 15,6 tysięcy pochodziło z Rzeszy, 13,9 tysięcy było osadnikami niemieckimi, 85,4 tysiące osób było na Volksliście, ponadto było 202,7 tysiące Polaków i 875 Czechów.
W listopadzie nowym starostą powiatu został Siegfried Schmidt, pochodzący z rodziny ewangelickiej z Olsztyna. Był sprowadzony tu przez Gauleitera Wagnera, choć nie był zagorzałym nazistą to miał opinię fachowego urzędnika. Nie ufał miejscowym Niemcom, dopuszczał ich wyłącznie do niższych stanowisk. Pod koniec 1942 zastąpił go wpierw Friedrich Lohmann, od 1943 do końca wojny Bernhard Nienaber, osoba bez wykształcenia urzędniczego i karierowicz w partii nazistowskiej.
Wśród najbardziej znanych projektów władz okupacyjnych znajduje się niemiecki nazistowski obóz koncentracyjny Auschwitz-Birkenau. W ramach jego budowy prowadzono wysiedlenia Polaków z Oświęcimia. W Międzybrodziu powstał ośrodek wypoczynkowy Solahütte.

## Podział administracyjny
Stopniowo od 30 stycznia 1940 najważniejszym gminom nadawano uprawnienia samorządowe według prawa niemieckiego z 1933 Deutsche Gemeindeordnung (DGO). Pod koniec wojny posiadało je 7 miejscowości: Pozostałe miejscowości podzielono administracyjne na tzw. okręgi urzędowe (Amtsbezirk), czyli rodzaj gmin zbiorowych. 1 stycznia 1945 powiat obejmował 118 gmin jednostkowych (gromad). Przywrócono wiele nazw niemieckich z czasów austriackich (np. Matzdorf dla Mazańcowic, Wolfsdorf dla Wilkowic) lub nawet średniowiecznych. Jeśli takowych nie było wymyślano je. W okresie 1939–1945 proponowana była germanizacja niektórych słowiańsko-brzmiących niemieckich nazw geograficznych na terenie powiatu.
Poniższa tabela przedstawia podział administracyjny powiatu Bielitz w latach 1939-1945 oraz zmiany dokonywane podczas jego istnienia, zwizualizowane na osi czasu. Tabela uwzględnia także przynależność administracyjną poszczególnych jednostek w II RP, tzn. przed okupacją niemiecką, a także nazwy niemieckie jednostek, zarówno oficjalne jak i planowane. Zestawienie opiera się na oficjalnej legislacji, zestawionej i udokumentowanej przez Rolfa Jehke.
Objaśnienia: Cyfry pod latami odnoszą się do poszczególnych kwartałów każdego roku. Wytłuszczono jednostki miejskie (miasta i gminy wiejskie o miejskich uprawnieniach finansowych) na prawie niemieckim z 1933 Deutsche Gemeindeordnung (oznaczone skrótem DGO). Małą czcionką oznaczono jednostki zniesione, włączone do podanych jednostek DGO. Pochyłym tekstem oznaczono gminy jednostkowe, a tekstem normalnym gminy zbiorowe. Tabela jest sortowalna, przez co umożliwia wygenerowanie stanu administracyjnego powiatu dla każdego kwartału jego istnienia.
| Jednostka           | Nazwa niemiecka     | Nazwa niemiecka          | 1939 (II RP) | 1939 (II RP) | 1939 (II RP)       | 1940                   | 1940                   | 1940                   | 1940                   | 1941                   | 1941                   | 1941                         | 1941                         | 1942                         | 1942                         | 1942                         | 1942                         | 1943                         | 1943                         | 1943                         | 1943                         | 1944                         | 1944                         | 1944                         | 1944                         | 1945                         |
| Jednostka           | Oficjalna           | Planowana                | Woj.         | Pow.         | Gmina              | 1                      | 2                      | 3                      | 4                      | 1                      | 2                      | 3                            | 4                            | 1                            | 2                            | 3                            | 4                            | 1                            | 2                            | 3                            | 4                            | 1                            | 2                            | 3                            | 4                            | 1                            |
| ------------------- | ------------------- | ------------------------ | ------------ | ------------ | ------------------ | ---------------------- | ---------------------- | ---------------------- | ---------------------- | ---------------------- | ---------------------- | ---------------------------- | ---------------------------- | ---------------------------- | ---------------------------- | ---------------------------- | ---------------------------- | ---------------------------- | ---------------------------- | ---------------------------- | ---------------------------- | ---------------------------- | ---------------------------- | ---------------------------- | ---------------------------- | ---------------------------- |
| Bestwina            | Bestwin             | Oberwildenau             | KK           | BI           | Bestwina           | Bestwina               | Bestwina               | Bestwina               | Bestwina               | Bestwina               | Batzdorf-Ost           | Batzdorf-Ost                 | Batzdorf-Ost                 | Batzdorf-Ost                 | Batzdorf-Ost                 | Batzdorf-Ost                 | Batzdorf-Ost                 | Batzdorf-Ost                 | Batzdorf-Ost                 | Batzdorf-Ost                 | Batzdorf-Ost                 | Batzdorf-Ost                 | Batzdorf-Ost                 | Batzdorf-Ost                 | Batzdorf-Ost                 | Batzdorf-Ost                 |
| Bestwinka           | Bestwinka           | Niederwildenau           | KK           | BI           | Bestwina           | Bestwina               | Bestwina               | Bestwina               | Brzeszcze              | Brzeszcze              | Brzeszcze              | Brzeszcze                    | Brzeszcze                    | Brzeszcze                    | Brzeszcze                    | Brzeszcze                    | Brzeszcze                    | Brzeszcze                    | Brzeszcze                    | Brzeszcze                    | Brzeszcze                    | Brzeszcze                    | Brzeszcze                    | Brzeszcze                    | Brzeszcze                    | Brzeszcze                    |
| Dankowice           | Denkendorf          | Denkendorf (Weichsel)    | KK           | BI           | Bestwina           | Bestwina               | Bestwina               | Bestwina               | Brzeszcze              | Brzeszcze              | Brzeszcze              | Brzeszcze                    | Brzeszcze                    | Brzeszcze                    | Brzeszcze                    | Brzeszcze                    | Brzeszcze                    | Brzeszcze                    | Brzeszcze                    | Brzeszcze                    | Brzeszcze                    | Brzeszcze                    | Brzeszcze                    | Brzeszcze                    | Brzeszcze                    | Brzeszcze                    |
| Janowice            | Janowitz            | Kaiserswald              | KK           | BI           | Bestwina           | Bestwina               | Bestwina               | Bestwina               | Bestwina               | Bestwina               | Batzdorf-Ost           | Batzdorf-Ost                 | Batzdorf-Ost                 | Batzdorf-Ost                 | Batzdorf-Ost                 | Batzdorf-Ost                 | Batzdorf-Ost                 | Batzdorf-Ost                 | Batzdorf-Ost                 | Batzdorf-Ost                 | Batzdorf-Ost                 | Batzdorf-Ost                 | Batzdorf-Ost                 | Batzdorf-Ost                 | Batzdorf-Ost                 | Batzdorf-Ost                 |
| Kaniów              | Kaniau              | Kannau                   | KK           | BI           | Bestwina           | Bestwina               | Bestwina               | Bestwina               | Brzeszcze              | Brzeszcze              | Brzeszcze              | Brzeszcze                    | Brzeszcze                    | Brzeszcze                    | Brzeszcze                    | Brzeszcze                    | Brzeszcze                    | Brzeszcze                    | Brzeszcze                    | Brzeszcze                    | Brzeszcze                    | Brzeszcze                    | Brzeszcze                    | Brzeszcze                    | Brzeszcze                    | Brzeszcze                    |
| Stara Wieś          | Altdorf             | Altwilmesdorf            | KK           | BI           | Bestwina           | Bestwina               | Bestwina               | Bestwina               | Wilmesau               | Wilmesau               | Wilmesau               | Wilmesau                     | Wilmesau                     | Wilmesau                     | Wilmesau                     | Wilmesau                     | Wilmesau                     | Wilmesau                     | Wilmesau                     | Wilmesau                     | Wilmesau                     | Wilmesau                     | Wilmesau                     | Wilmesau                     | Wilmesau                     | Wilmesau                     |
| Biała               | Biala               | –                        | KK           | BI           | Biała              | Biala (DGO)            | Biala (DGO)            | Biala (DGO)            | Biala (DGO)            | Biala (DGO)            | Biala (DGO)            | Bielitz                      | Bielitz                      | Bielitz                      | Bielitz                      | Bielitz                      | Bielitz                      | Bielitz                      | Bielitz                      | Bielitz                      | Bielitz                      | Bielitz                      | Bielitz                      | Bielitz                      | Bielitz                      | Bielitz                      |
| Lipnik              | Kunzendorf          | –                        | KK           | BI           | Biała              | Biała                  | Biała                  | Biała                  | Biała                  | Biała                  | Biała                  | Kunzendorf                   | Kunzendorf                   | Kunzendorf                   | Kunzendorf                   | Kunzendorf                   | Kunzendorf                   | Kunzendorf                   | Kunzendorf                   | Kunzendorf                   | Kunzendorf                   | Kunzendorf                   | Kunzendorf                   | Kunzendorf                   | Kunzendorf                   | Kunzendorf                   |
| Hałcnów             | Alzen               | Alzen (Bielitz)          | KK           | BI           | Biała              | Alzen (DGO)            | Alzen (DGO)            | Alzen (DGO)            | Alzen (DGO)            | Alzen (DGO)            | Alzen (DGO)            | Alzen (DGO)                  | Alzen (DGO)                  | Alzen (DGO)                  | Alzen (DGO)                  | Alzen (DGO)                  | Alzen (DGO)                  | Alzen (DGO)                  | Alzen (DGO)                  | Alzen (DGO)                  | Alzen (DGO)                  | Alzen (DGO)                  | Alzen (DGO)                  | Alzen (DGO)                  | Alzen (DGO)                  | Alzen (DGO)                  |
| Komorowice Krak.    | Batzdorf-Ost        | Kleinbatzdorf            | KK           | BI           | Biała              | Biała                  | Biała                  | Biała                  | Biała                  | Biała                  | Batzdorf-Ost           | Batzdorf-Ost                 | Batzdorf-Ost                 | Batzdorf-Ost                 | Batzdorf-Ost                 | Batzdorf-Ost                 | Batzdorf-Ost                 | Batzdorf-Ost                 | Batzdorf-Ost                 | Batzdorf-Ost                 | Batzdorf-Ost                 | Batzdorf-Ost                 | Batzdorf-Ost                 | Batzdorf-Ost                 | Batzdorf-Ost                 | Batzdorf-Ost                 |
| Kozy                | Kosy                | Großseibersdorf          | KK           | BI           | Biała              | Biała                  | Biała                  | Biała                  | Kosy                   | Kosy                   | Kosy                   | Kosy                         | Kosy                         | Kosy                         | Kosy                         | Kosy                         | Kosy                         | Kosy                         | Kosy                         | Kosy                         | Kosy                         | Kosy                         | Kosy                         | Kosy                         | Kosy                         | Kosy                         |
| Mikuszowice Krak.   | Nickelsdorf-Ost     | Obernickelsdorf          | KK           | BI           | Biała              | Biała                  | Biała                  | Nickelsdorf-Ost (DGO)  | Nickelsdorf-Ost (DGO)  | Nickelsdorf-Ost (DGO)  | Nickelsdorf-Ost (DGO)  | Nickelsdorf-Ost (DGO)        | Nickelsdorf-Ost (DGO)        | Nickelsdorf-Ost (DGO)        | Kunzendorf                   | Kunzendorf                   | Kunzendorf                   | Kunzendorf                   | Kunzendorf                   | Kunzendorf                   | Kunzendorf                   | Kunzendorf                   | Kunzendorf                   | Kunzendorf                   | Kunzendorf                   | Kunzendorf                   |
| Straconka           | Desseldorf          | Drösseldorf              | KK           | BI           | Biała              | Biała                  | Biała                  | Biała                  | Biała                  | Biała                  | Biała                  | Kunzendorf                   | Kunzendorf                   | Kunzendorf                   | Kunzendorf                   | Kunzendorf                   | Kunzendorf                   | Kunzendorf                   | Kunzendorf                   | Kunzendorf                   | Kunzendorf                   | Kunzendorf                   | Kunzendorf                   | Kunzendorf                   | Kunzendorf                   | Kunzendorf                   |
| Brzeszcze           | Brzeszcze           | Ulmenau (Weichsel)       | KK           | BI           | Brzeszcze          | Brzeszcze              | Brzeszcze              | Brzeszcze              | Brzeszcze              | Brzeszcze              | Brzeszcze              | Brzeszcze                    | Brzeszcze                    | Brzeszcze                    | Brzeszcze                    | Brzeszcze                    | Brzeszcze                    | Brzeszcze                    | Brzeszcze                    | Brzeszcze                    | Brzeszcze                    | Brzeszcze                    | Brzeszcze                    | Brzeszcze                    | Brzeszcze                    | Brzeszcze                    |
| Jawiszowice         | Jawischowitz        | Jaschdorf                | KK           | BI           | Brzeszcze          | Brzeszcze              | Brzeszcze              | Brzeszcze              | Brzeszcze              | Brzeszcze              | Brzeszcze              | Brzeszcze                    | Brzeszcze                    | Brzeszcze                    | Brzeszcze                    | Brzeszcze                    | Brzeszcze                    | Brzeszcze                    | Brzeszcze                    | Brzeszcze                    | Brzeszcze                    | Brzeszcze                    | Brzeszcze                    | Brzeszcze                    | Brzeszcze                    | Brzeszcze                    |
| Przecieszyn         | Pschezieschin       | Oberschützen (Sola)      | KK           | BI           | Brzeszcze          | Brzeszcze              | Brzeszcze              | Brzeszcze              | Brzeszcze              | Brzeszcze              | Brzeszcze              | Brzeszcze                    | Brzeszcze                    | Brzeszcze                    | Brzeszcze                    | Brzeszcze                    | Brzeszcze                    | Brzeszcze                    | Brzeszcze                    | Brzeszcze                    | Brzeszcze                    | Brzeszcze                    | Brzeszcze                    | Brzeszcze                    | Brzeszcze                    | Brzeszcze                    |
| Skidziń             | Skidzin             | Niederschützen (Sola)    | KK           | BI           | Brzeszcze          | Brzeszcze              | Brzeszcze              | Brzeszcze              | Brzeszcze              | Brzeszcze              | Brzeszcze              | Brzeszcze                    | Brzeszcze                    | Brzeszcze                    | Brzeszcze                    | Brzeszcze                    | Brzeszcze                    | Brzeszcze                    | Brzeszcze                    | Brzeszcze                    | Brzeszcze                    | Brzeszcze                    | Brzeszcze                    | Brzeszcze                    | Brzeszcze                    | Brzeszcze                    |
| Wilczkowice         | Wiltschkowitz       | –                        | KK           | BI           | Brzeszcze          | Brzeszcze              | Brzeszcze              | Brzeszcze              | Brzeszcze              | Brzeszcze              | Brzeszcze              | Brzeszcze                    | Brzeszcze                    | Brzeszcze                    | Brzeszcze                    | Brzeszcze                    | Brzeszcze                    | Brzeszcze                    | Brzeszcze                    | Brzeszcze                    | Brzeszcze                    | Brzeszcze                    | Brzeszcze                    | Brzeszcze                    | Brzeszcze                    | Birkenau                     |
| Buczkowice          | Butschkowitz        | Buschdorf (Bielitz)      | KK           | BI           | Bystra-Wilkowice   | Bystra-Wilkowice       | Bystra-Wilkowice       | Bystra-Wilkowice       | Bistrai-Nord           | Bistrai-Nord           | Bistrai-Nord           | Schirk                       | Schirk                       | Schirk                       | Schirk                       | Schirk                       | Schirk                       | Schirk                       | Schirk                       | Schirk                       | Schirk                       | Schirk                       | Schirk                       | Schirk                       | Schirk                       | Schirk                       |
| Bystra Krak.        | Bistrai-Süd         | Kleinbistra              | KK           | BI           | Bystra-Wilkowice   | Bystra-Wilkowice       | Bystra-Wilkowice       | Bystra-Wilkowice       | Bistrai-Nord           | Bistrai-Nord           | Bistrai-Nord           | Schirk                       | Schirk                       | Schirk                       | Schirk                       | Schirk                       | Schirk                       | Schirk                       | Schirk                       | Schirk                       | Schirk                       | Schirk                       | Schirk                       | Schirk                       | Schirk                       | Schirk                       |
| Godziszka           | Godziska            | Godisch                  | KK           | BI           | Bystra-Wilkowice   | Bystra-Wilkowice       | Bystra-Wilkowice       | Bystra-Wilkowice       | Bistrai-Nord           | Bistrai-Nord           | Bistrai-Nord           | Schirk                       | Schirk                       | Schirk                       | Schirk                       | Schirk                       | Schirk                       | Schirk                       | Schirk                       | Schirk                       | Schirk                       | Schirk                       | Schirk                       | Schirk                       | Schirk                       | Schirk                       |
| Meszna              | Meschna             | Messen                   | KK           | BI           | Bystra-Wilkowice   | Bystra-Wilkowice       | Bystra-Wilkowice       | Bystra-Wilkowice       | Bistrai-Nord           | Bistrai-Nord           | Bistrai-Nord           | Schirk                       | Schirk                       | Schirk                       | Schirk                       | Schirk                       | Schirk                       | Schirk                       | Schirk                       | Schirk                       | Schirk                       | Schirk                       | Schirk                       | Schirk                       | Schirk                       | Schirk                       |
| Rybarzowice         | Fischersdorf        | Fischendorf (Beskiden)   | KK           | BI           | Bystra-Wilkowice   | Bystra-Wilkowice       | Bystra-Wilkowice       | Bystra-Wilkowice       | Bistrai-Nord           | Bistrai-Nord           | Bistrai-Nord           | Schirk                       | Schirk                       | Schirk                       | Schirk                       | Schirk                       | Schirk                       | Schirk                       | Schirk                       | Schirk                       | Schirk                       | Schirk                       | Schirk                       | Schirk                       | Schirk                       | Schirk                       |
| Szczyrk             | Schirk              | –                        | KK           | BI           | Bystra-Wilkowice   | Bystra-Wilkowice       | Bystra-Wilkowice       | Bystra-Wilkowice       | Bistrai-Nord           | Bistrai-Nord           | Bistrai-Nord           | Schirk                       | Schirk                       | Schirk                       | Schirk                       | Schirk                       | Schirk                       | Schirk                       | Schirk                       | Schirk                       | Schirk                       | Schirk                       | Schirk                       | Schirk                       | Schirk                       | Schirk                       |
| Wilkowice           | Wolfsdorf           | Wolfsdorf (Bielitz)      | KK           | BI           | Bystra-Wilkowice   | Bystra-Wilkowice       | Bystra-Wilkowice       | Bystra-Wilkowice       | Bistrai-Nord           | Bistrai-Nord           | Bistrai-Nord           | Schirk                       | Schirk                       | Schirk                       | Schirk                       | Schirk                       | Schirk                       | Schirk                       | Schirk                       | Schirk                       | Schirk                       | Schirk                       | Schirk                       | Schirk                       | Schirk                       | Schirk                       |
| Kęty                | Kenty               | Liebenwerde              | KK           | BI           | Kęty               | Kęty                   | Kęty                   | Kęty                   | Kenty                  | Kenty                  | Kenty                  | Kenty                        | Kenty                        | Kenty                        | Kenty                        | Kenty                        | Kenty                        | Kenty                        | Kenty                        | Kenty                        | Kenty                        | Kenty                        | Kenty                        | Kenty                        | Kenty                        | Kenty                        |
| Bielany             | Bielany             | Bielen (Sola)            | KK           | BI           | Kęty               | Kęty                   | Kęty                   | Kęty                   | Osiek                  | Osiek                  | Osiek                  | Osiek                        | Osiek                        | Osiek                        | Osiek                        | Osiek                        | Osiek                        | Osiek                        | Osiek                        | Osiek                        | Osiek                        | Osiek                        | Osiek                        | Osiek                        | Osiek                        | Osiek                        |
| Bulowice            | Bulowitz            | Buldorf                  | KK           | BI           | Kęty               | Kęty                   | Kęty                   | Kęty                   | Kenty                  | Kenty                  | Kenty                  | Kenty                        | Kenty                        | Kenty                        | Kenty                        | Kenty                        | Kenty                        | Kenty                        | Kenty                        | Kenty                        | Kenty                        | Kenty                        | Kenty                        | Kenty                        | Kenty                        | Kenty                        |
| Hecznarowice        | Hetschnarowitz      | Helznerdorf              | KK           | BI           | Kęty               | Kęty                   | Kęty                   | Kęty                   | Wilmesau               | Wilmesau               | Wilmesau               | Wilmesau                     | Wilmesau                     | Wilmesau                     | Wilmesau                     | Wilmesau                     | Wilmesau                     | Wilmesau                     | Wilmesau                     | Wilmesau                     | Wilmesau                     | Wilmesau                     | Wilmesau                     | Wilmesau                     | Wilmesau                     | Wilmesau                     |
| Łęki                | Lenki               | Solawiesen               | KK           | BI           | Kęty               | Kęty                   | Kęty                   | Kęty                   | Osiek                  | Osiek                  | Osiek                  | Osiek                        | Osiek                        | Osiek                        | Osiek                        | Osiek                        | Osiek                        | Osiek                        | Osiek                        | Osiek                        | Osiek                        | Osiek                        | Osiek                        | Osiek                        | Osiek                        | Osiek                        |
| Malec               | Maletz              | Maltzen                  | KK           | BI           | Kęty               | Kęty                   | Kęty                   | Kęty                   | Osiek                  | Osiek                  | Osiek                  | Osiek                        | Osiek                        | Osiek                        | Osiek                        | Osiek                        | Osiek                        | Osiek                        | Osiek                        | Osiek                        | Osiek                        | Osiek                        | Osiek                        | Osiek                        | Osiek                        | Osiek                        |
| Nowa Wieś           | Neudorf             | Vogtdorf (Sola)          | KK           | BI           | Kęty               | Kęty                   | Kęty                   | Kęty                   | Kenty                  | Kenty                  | Kenty                  | Kenty                        | Kenty                        | Kenty                        | Kenty                        | Kenty                        | Kenty                        | Kenty                        | Kenty                        | Kenty                        | Kenty                        | Kenty                        | Kenty                        | Kenty                        | Kenty                        | Kenty                        |
| Pisarzowice         | Schreibersdorf      | Schreibersdorf (Bielitz) | KK           | BI           | Kęty               | Kęty                   | Kęty                   | Kęty                   | Wilmesau               | Wilmesau               | Wilmesau               | Wilmesau                     | Wilmesau                     | Wilmesau                     | Wilmesau                     | Wilmesau                     | Wilmesau                     | Wilmesau                     | Wilmesau                     | Wilmesau                     | Wilmesau                     | Wilmesau                     | Wilmesau                     | Wilmesau                     | Wilmesau                     | Wilmesau                     |
| Witkowice           | Witkowitz           | Moosgrund                | KK           | BI           | Kęty               | Kęty                   | Kęty                   | Kęty                   | Osiek                  | Osiek                  | Osiek                  | Osiek                        | Osiek                        | Osiek                        | Osiek                        | Osiek                        | Osiek                        | Osiek                        | Osiek                        | Osiek                        | Osiek                        | Osiek                        | Osiek                        | Osiek                        | Osiek                        | Osiek                        |
| Grojec              | Grojetz             | Grötzen                  | KK           | BI           | Osiek              | Osiek                  | Osiek                  | Osiek                  | Osiek                  | Osiek                  | Osiek                  | Osiek                        | Osiek                        | Osiek                        | Osiek                        | Osiek                        | Osiek                        | Osiek                        | Osiek                        | Osiek                        | Osiek                        | Osiek                        | Osiek                        | Osiek                        | Osiek                        | Osiek                        |
| Łazy                | Lasy-Ost            | –                        | KK           | BI           | Osiek              | Osiek                  | Osiek                  | Osiek                  | Osiek                  | Osiek                  | Osiek                  | Osiek                        | Osiek                        | Osiek                        | Osiek                        | Osiek                        | Osiek                        | Osiek                        | Osiek                        | Osiek                        | Osiek                        | Osiek                        | Osiek                        | Osiek                        | Osiek                        | Osiek                        |
| Osiek               | Osiek               | Brettmannsdorf           | KK           | BI           | Osiek              | Osiek                  | Osiek                  | Osiek                  | Osiek                  | Osiek                  | Osiek                  | Osiek                        | Osiek                        | Osiek                        | Osiek                        | Osiek                        | Osiek                        | Osiek                        | Osiek                        | Osiek                        | Osiek                        | Osiek                        | Osiek                        | Osiek                        | Osiek                        | Osiek                        |
| Polanka Wielka      | Polanka-Wielka      | Neufloßnitz              | KK           | BI           | Osiek              | Osiek                  | Osiek                  | Osiek                  | Osiek                  | Osiek                  | Osiek                  | Osiek                        | Osiek                        | Osiek                        | Osiek                        | Osiek                        | Osiek                        | Osiek                        | Osiek                        | Osiek                        | Osiek                        | Osiek                        | Osiek                        | Osiek                        | Osiek                        | Osiek                        |
| Oświęcim            | Auschwitz           | –                        | KK           | BI           | Oświęcim           | Oświęcim               | Oświęcim               | Oświęcim               | Auschwitz              | Auschwitz              | Auschwitz              | Auschwitz                    | Auschwitz                    | Auschwitz                    | Auschwitz                    | Auschwitz                    | Auschwitz                    | Auschwitz                    | Auschwitz (DGO)              | Auschwitz (DGO)              | Auschwitz (DGO)              | Auschwitz (DGO)              | Auschwitz (DGO)              | Auschwitz (DGO)              | Auschwitz (DGO)              | Auschwitz (DGO)              |
| Babice              | Babitz              | –                        | KK           | BI           | Oświęcim           | Oświęcim               | Oświęcim               | Oświęcim               | Auschwitz              | Auschwitz              | Auschwitz              | Auschwitz                    | Auschwitz                    | Auschwitz                    | Auschwitz                    | Auschwitz                    | Auschwitz                    | Auschwitz                    | Auschwitz                    | Auschwitz                    | Auschwitz                    | Auschwitz                    | Auschwitz                    | Auschwitz                    | Auschwitz                    | Birkenau                     |
| Broszkowice         | Broschkowitz        | –                        | KK           | BI           | Oświęcim           | Oświęcim               | Oświęcim               | Oświęcim               | Auschwitz              | Auschwitz              | Auschwitz              | Auschwitz                    | Auschwitz                    | Auschwitz                    | Auschwitz                    | Auschwitz                    | Auschwitz                    | Auschwitz                    | Auschwitz                    | Auschwitz                    | Auschwitz                    | Auschwitz                    | Auschwitz                    | Auschwitz                    | Auschwitz                    | Birkenau                     |
| Brzezinka           | Birkenau (Weichsel) | –                        | KK           | BI           | Oświęcim           | Oświęcim               | Oświęcim               | Oświęcim               | Auschwitz              | Auschwitz              | Auschwitz              | Auschwitz                    | Auschwitz                    | Auschwitz                    | Auschwitz                    | Auschwitz                    | Auschwitz                    | Auschwitz                    | Auschwitz                    | Auschwitz                    | Auschwitz                    | Auschwitz                    | Auschwitz                    | Auschwitz                    | Auschwitz                    | Birkenau                     |
| Dwory               | Dwory               | –                        | KK           | BI           | Oświęcim           | Oświęcim               | Oświęcim               | Oświęcim               | Auschwitz              | Auschwitz              | Auschwitz              | Auschwitz                    | Auschwitz                    | Auschwitz                    | Auschwitz                    | Auschwitz                    | Auschwitz                    | Auschwitz                    | Auschwitz                    | Auschwitz                    | Auschwitz                    | Auschwitz                    | Auschwitz                    | Auschwitz                    | Auschwitz                    | Auschwitz                    |
| Harmęże             | Harmense            | –                        | KK           | BI           | Oświęcim           | Oświęcim               | Oświęcim               | Oświęcim               | Brzeszcze              | Brzeszcze              | Brzeszcze              | Brzeszcze                    | Brzeszcze                    | Brzeszcze                    | Brzeszcze                    | Brzeszcze                    | Brzeszcze                    | Brzeszcze                    | Auschwitz                    | Auschwitz                    | Auschwitz                    | Auschwitz                    | Auschwitz                    | Auschwitz                    | Auschwitz                    | Birkenau                     |
| Klucznikowice       | Klutschnikowitz     | –                        | KK           | BI           | Oświęcim           | Oświęcim               | Oświęcim               | Oświęcim               | Auschwitz              | Auschwitz              | Auschwitz              | Auschwitz                    | Auschwitz                    | Auschwitz                    | Auschwitz                    | Auschwitz                    | Auschwitz                    | Auschwitz                    | Auschwitz                    | Auschwitz                    | Auschwitz                    | Auschwitz                    | Auschwitz                    | Auschwitz                    | Auschwitz                    | Auschwitz                    |
| Monowice            | Monowitz            | –                        | KK           | BI           | Oświęcim           | Oświęcim               | Oświęcim               | Oświęcim               | Auschwitz              | Auschwitz              | Auschwitz              | Auschwitz                    | Auschwitz                    | Auschwitz                    | Auschwitz                    | Auschwitz                    | Auschwitz                    | Auschwitz                    | Auschwitz                    | Auschwitz                    | Auschwitz                    | Auschwitz                    | Auschwitz                    | Auschwitz                    | Auschwitz                    | Auschwitz                    |
| Pławy               | Plawy               | –                        | KK           | BI           | Oświęcim           | Oświęcim               | Oświęcim               | Oświęcim               | Brzeszcze              | Brzeszcze              | Brzeszcze              | Brzeszcze                    | Brzeszcze                    | Brzeszcze                    | Brzeszcze                    | Brzeszcze                    | Brzeszcze                    | Brzeszcze                    | Auschwitz                    | Auschwitz                    | Auschwitz                    | Auschwitz                    | Auschwitz                    | Auschwitz                    | Auschwitz                    | Birkenau                     |
| Poręba Wielka       | Poremba-Wielka      | –                        | KK           | BI           | Oświęcim           | Oświęcim               | Oświęcim               | Oświęcim               | Auschwitz              | Auschwitz              | Auschwitz              | Auschwitz                    | Auschwitz                    | Auschwitz                    | Auschwitz                    | Auschwitz                    | Auschwitz                    | Auschwitz                    | Auschwitz                    | Auschwitz                    | Auschwitz                    | Auschwitz                    | Auschwitz                    | Auschwitz                    | Auschwitz                    | Auschwitz                    |
| Rajsko              | Raisko              | Gartenau (Sola)          | KK           | BI           | Oświęcim           | Oświęcim               | Oświęcim               | Oświęcim               | Brzeszcze              | Brzeszcze              | Brzeszcze              | Brzeszcze                    | Brzeszcze                    | Brzeszcze                    | Brzeszcze                    | Brzeszcze                    | Brzeszcze                    | Brzeszcze                    | Auschwitz                    | Auschwitz                    | Auschwitz                    | Auschwitz                    | Auschwitz                    | Auschwitz                    | Auschwitz                    | Birkenau                     |
| Stare Stawy         | Stara-Stawy         | –                        | KK           | BI           | Oświęcim           | Oświęcim               | Oświęcim               | Oświęcim               | Auschwitz              | Auschwitz              | Auschwitz              | Auschwitz                    | Auschwitz                    | Auschwitz                    | Auschwitz                    | Auschwitz                    | Auschwitz                    | Auschwitz                    | Auschwitz                    | Auschwitz                    | Auschwitz                    | Auschwitz                    | Auschwitz                    | Auschwitz                    | Auschwitz                    | Auschwitz                    |
| Włosienica          | Wlocienitz          | –                        | KK           | BI           | Oświęcim           | Oświęcim               | Oświęcim               | Oświęcim               | Auschwitz              | Auschwitz              | Auschwitz              | Auschwitz                    | Auschwitz                    | Auschwitz                    | Auschwitz                    | Auschwitz                    | Auschwitz                    | Auschwitz                    | Auschwitz                    | Auschwitz                    | Auschwitz                    | Auschwitz                    | Auschwitz                    | Auschwitz                    | Auschwitz                    | Auschwitz                    |
| Zaborze             | Zaborz-Ost          | –                        | KK           | BI           | Oświęcim           | Oświęcim               | Oświęcim               | Oświęcim               | Auschwitz              | Auschwitz              | Auschwitz              | Auschwitz                    | Auschwitz                    | Auschwitz                    | Auschwitz                    | Auschwitz                    | Auschwitz                    | Auschwitz                    | Auschwitz                    | Auschwitz                    | Auschwitz                    | Auschwitz                    | Auschwitz                    | Auschwitz                    | Auschwitz                    | Auschwitz                    |
| Bujaków             | Bujakau             | Bückau (Sola)            | KK           | BI           | Porąbka            | Porąbka                | Porąbka                | Porąbka                | Kosy                   | Kosy                   | Kosy                   | Kosy                         | Kosy                         | Kosy                         | Kosy                         | Kosy                         | Kosy                         | Kosy                         | Kosy                         | Kosy                         | Kosy                         | Kosy                         | Kosy                         | Kosy                         | Kosy                         | Kosy                         |
| Czaniec             | Tschanietz          | Schantz                  | KK           | BI           | Porąbka            | Porąbka                | Porąbka                | Porąbka                | Kenty                  | Kenty                  | Kenty                  | Kenty                        | Kenty                        | Kenty                        | Kenty                        | Kenty                        | Kenty                        | Kenty                        | Kenty                        | Kenty                        | Kenty                        | Kenty                        | Kenty                        | Kenty                        | Kenty                        | Kenty                        |
| Kobiernice          | Kobiernitz          | Köbernig                 | KK           | BI           | Porąbka            | Porąbka                | Porąbka                | Porąbka                | Kosy                   | Kosy                   | Kosy                   | Kosy                         | Kosy                         | Kosy                         | Kosy                         | Kosy                         | Kosy                         | Kosy                         | Kosy                         | Kosy                         | Kosy                         | Kosy                         | Kosy                         | Kosy                         | Kosy                         | Kosy                         |
| Międzybrodzie Bial. | Mienzebrosche       | Solasee                  | KK           | BI           | Porąbka            | Porąbka                | Porąbka                | Porąbka                | Kosy                   | Kosy                   | Kosy                   | Kosy                         | Kosy                         | Kosy                         | Kosy                         | Kosy                         | Kosy                         | Kosy                         | Kosy                         | Kosy                         | Kosy                         | Kosy                         | Kosy                         | Kosy                         | Kosy                         | Kosy                         |
| Porąbka             | Porombka            | Solawehr                 | KK           | BI           | Porąbka            | Porąbka                | Porąbka                | Porąbka                | Kosy                   | Kosy                   | Kosy                   | Kosy                         | Kosy                         | Kosy                         | Kosy                         | Kosy                         | Kosy                         | Kosy                         | Kosy                         | Kosy                         | Kosy                         | Kosy                         | Kosy                         | Kosy                         | Kosy                         | Kosy                         |
| Wilamowice          | Wilmesau            | –                        | KK           | BI           | Wilamowice         | Wilamowice             | Wilamowice             | Wilamowice             | Wilmesau               | Wilmesau               | Wilmesau               | Wilmesau                     | Wilmesau                     | Wilmesau                     | Wilmesau                     | Wilmesau                     | Wilmesau                     | Wilmesau                     | Wilmesau                     | Wilmesau                     | Wilmesau                     | Wilmesau                     | Wilmesau                     | Wilmesau                     | Wilmesau                     | Wilmesau                     |
| Andrychów           | Andrichau           | Heinrichstadt            | KK           | WA           | Andrychów          | Andrychów              | Andrychów              | Andrychów              | Andrichau              | Andrichau              | Andrichau              | Andrichau                    | Andrichau                    | Andrichau                    | Andrichau                    | Andrichau                    | Andrichau                    | Andrichau                    | Andrichau                    | Andrichau                    | Andrichau                    | Andrichau                    | Andrichau                    | Andrichau                    | Andrichau                    | Andrichau                    |
| Brzezinka           | Brzezinka           | Brösing                  | KK           | WA           | Andrychów          | Andrychów              | Andrychów              | Andrychów              | Andrichau              | Andrichau              | Andrichau              | Andrichau                    | Andrichau                    | Andrichau                    | Andrichau                    | Andrichau                    | Andrichau                    | Andrichau                    | Andrichau                    | Andrichau                    | Andrichau                    | Andrichau                    | Andrichau                    | Andrichau                    | Andrichau                    | Andrichau                    |
| Inwałd              | Inwald              | Inwald                   | KK           | WA           | Andrychów          | Andrychów              | Andrychów              | Andrychów              | Andrichau              | Andrichau              | Andrichau              | Andrichau                    | Andrichau                    | Andrichau                    | Andrichau                    | Andrichau                    | Andrichau                    | Andrichau                    | Andrichau                    | Andrichau                    | Andrichau                    | Andrichau                    | Andrichau                    | Andrichau                    | Andrichau                    | Andrichau                    |
| Roczyny             | Roczyny             | Roschendorf              | KK           | WA           | Andrychów          | Andrychów              | Andrychów              | Andrychów              | Andrichau              | Andrichau              | Andrichau              | Andrichau                    | Andrichau                    | Andrichau                    | Andrichau                    | Andrichau                    | Andrichau                    | Andrichau                    | Andrichau                    | Andrichau                    | Andrichau                    | Andrichau                    | Andrichau                    | Andrichau                    | Andrichau                    | Andrichau                    |
| Rzyki               | Rzyki               | Rückern                  | KK           | WA           | Andrychów          | Andrychów              | Andrychów              | Andrychów              | Andrichau              | Andrichau              | Andrichau              | Andrichau                    | Andrichau                    | Andrichau                    | Andrichau                    | Andrichau                    | Andrichau                    | Andrichau                    | Andrichau                    | Andrichau                    | Andrichau                    | Andrichau                    | Andrichau                    | Andrichau                    | Andrichau                    | Andrichau                    |
| Sułkowice           | Sulkowice           | Zülkenau                 | KK           | WA           | Andrychów          | Andrychów              | Andrychów              | Andrychów              | Andrichau              | Andrichau              | Andrichau              | Andrichau                    | Andrichau                    | Andrichau                    | Andrichau                    | Andrichau                    | Andrichau                    | Andrichau                    | Andrichau                    | Andrichau                    | Andrichau                    | Andrichau                    | Andrichau                    | Andrichau                    | Andrichau                    | Andrichau                    |
| Targanica           | Targanica           | Reißgrund                | KK           | WA           | Andrychów          | Andrychów              | Andrychów              | Andrychów              | Andrichau              | Andrichau              | Andrichau              | Andrichau                    | Andrichau                    | Andrichau                    | Andrichau                    | Andrichau                    | Andrichau                    | Andrichau                    | Andrichau                    | Andrichau                    | Andrichau                    | Andrichau                    | Andrichau                    | Andrichau                    | Andrichau                    | Andrichau                    |
| Zagórnik            | Wieprz              | Sagernwald               | KK           | WA           | Andrychów          | Andrychów              | Andrychów              | Andrychów              | Andrichau              | Andrichau              | Andrichau              | Andrichau                    | Andrichau                    | Andrichau                    | Andrichau                    | Andrichau                    | Andrichau                    | Andrichau                    | Andrichau                    | Andrichau                    | Andrichau                    | Andrichau                    | Andrichau                    | Andrichau                    | Andrichau                    | Andrichau                    |
| Jaszczurowa         | Jaszczorowa         | Natterngrund             | KK           | WA           | Mucharz            | Mucharz                | Mucharz                | Mucharz                | Wadowitz               | Wadowitz               | Wadowitz               | Wadowitz                     | Wadowitz                     | Mucharz                      | Mucharz                      | Mucharz                      | Mucharz                      | Mucharz                      | Mucharz                      | Mucharz                      | Mucharz                      | Mucharz                      | Mucharz                      | Mucharz                      | Mucharz                      | Mucharz                      |
| Koziniec            | Koziniec            | Ziegenhöfen              | KK           | WA           | Mucharz            | Mucharz                | Mucharz                | Mucharz                | Wadowitz               | Wadowitz               | Wadowitz               | Wadowitz                     | Wadowitz                     | Mucharz                      | Mucharz                      | Mucharz                      | Mucharz                      | Mucharz                      | Mucharz                      | Mucharz                      | Mucharz                      | Mucharz                      | Mucharz                      | Mucharz                      | Mucharz                      | Mucharz                      |
| Mucharz             | Koziniec            | Schauenkirch             | KK           | WA           | Mucharz            | Mucharz                | Mucharz                | Mucharz                | Wadowitz               | Wadowitz               | Wadowitz               | Wadowitz                     | Wadowitz                     | Mucharz                      | Mucharz                      | Mucharz                      | Mucharz                      | Mucharz                      | Mucharz                      | Mucharz                      | Mucharz                      | Mucharz                      | Mucharz                      | Mucharz                      | Mucharz                      | Mucharz                      |
| Skawce              | Skawce              | Schauengrund             | KK           | WA           | Mucharz            | Mucharz                | Mucharz                | Mucharz                | Wadowitz               | Wadowitz               | Wadowitz               | Wadowitz                     | Wadowitz                     | Mucharz                      | Mucharz                      | Mucharz                      | Mucharz                      | Mucharz                      | Mucharz                      | Mucharz                      | Mucharz                      | Mucharz                      | Mucharz                      | Mucharz                      | Mucharz                      | Mucharz                      |
| Śleszowice          | Sleszowice          | Haselhuben               | KK           | WA           | Mucharz            | Mucharz                | Mucharz                | Mucharz                | Wadowitz               | Wadowitz               | Wadowitz               | Wadowitz                     | Wadowitz                     | Mucharz                      | Mucharz                      | Mucharz                      | Mucharz                      | Mucharz                      | Mucharz                      | Mucharz                      | Mucharz                      | Mucharz                      | Mucharz                      | Mucharz                      | Mucharz                      | Mucharz                      |
| Świnna Poręba       | Swinna-Poremba      | Ebershau                 | KK           | WA           | Mucharz            | Mucharz                | Mucharz                | Mucharz                | Wadowitz               | Wadowitz               | Wadowitz               | Wadowitz                     | Wadowitz                     | Mucharz                      | Mucharz                      | Mucharz                      | Mucharz                      | Mucharz                      | Mucharz                      | Mucharz                      | Mucharz                      | Mucharz                      | Mucharz                      | Mucharz                      | Mucharz                      | Mucharz                      |
| Tarnawa Dolna       | Tarnawa-Dolna       | Dornbach                 | KK           | WA           | Mucharz            | Mucharz                | Mucharz                | Mucharz                | Wadowitz               | Wadowitz               | Wadowitz               | Wadowitz                     | Wadowitz                     | Mucharz                      | Mucharz                      | Mucharz                      | Mucharz                      | Mucharz                      | Mucharz                      | Mucharz                      | Mucharz                      | Mucharz                      | Mucharz                      | Mucharz                      | Mucharz                      | Mucharz                      |
| Tarnawa Górna       | Tarnawa-Gorna       | Dornwald                 | KK           | WA           | Mucharz            | Mucharz                | Mucharz                | Mucharz                | Wadowitz               | Wadowitz               | Wadowitz               | Wadowitz                     | Wadowitz                     | Mucharz                      | Mucharz                      | Mucharz                      | Mucharz                      | Mucharz                      | Mucharz                      | Mucharz                      | Mucharz                      | Mucharz                      | Mucharz                      | Mucharz                      | Mucharz                      | Mucharz                      |
| Bachowice           | Bachowice           | Langenbachdorf           | KK           | WA           | Spytkowice         | Spytkowice             | Spytkowice             | Spytkowice             | Zator                  | Zator                  | Zator                  | Zator                        | Zator                        | Zator                        | Zator                        | Zator                        | Zator                        | Zator                        | Zator                        | Zator                        | Zator                        | Zator                        | Zator                        | Zator                        | Zator                        | Zator                        |
| Miejsce             | Miejsce             | Meßten                   | KK           | WA           | Spytkowice         | Spytkowice             | Spytkowice             | Spytkowice             | Zator                  | Zator                  | Zator                  | Zator                        | Zator                        | Zator                        | Zator                        | Zator                        | Zator                        | Zator                        | Zator                        | Zator                        | Zator                        | Zator                        | Zator                        | Zator                        | Zator                        | Zator                        |
| Spytkowice          | Spytkowice          | Spittkau                 | KK           | WA           | Spytkowice         | Spytkowice             | Spytkowice             | Spytkowice             | Zator                  | Zator                  | Zator                  | Zator                        | Zator                        | Zator                        | Zator                        | Zator                        | Zator                        | Zator                        | Zator                        | Zator                        | Zator                        | Zator                        | Zator                        | Zator                        | Zator                        | Zator                        |
| Woźniki             | Wozniki             | Schauenfurt              | KK           | WA           | Spytkowice         | Spytkowice             | Spytkowice             | Spytkowice             | Zator                  | Zator                  | Zator                  | Zator                        | Zator                        | Zator                        | Zator                        | Zator                        | Zator                        | Zator                        | Zator                        | Zator                        | Zator                        | Zator                        | Zator                        | Zator                        | Zator                        | Zator                        |
| Wadowice            | Wadowitz            | Wadowitz                 | KK           | WA           | Wadowice           | Wadowice               | Wadowice               | Wadowice               | Wadowitz               | Wadowitz               | Wadowitz               | Wadowitz                     | Wadowitz                     | Wadowitz                     | Wadowitz                     | Wadowitz                     | Wadowitz                     | Wadowitz                     | Wadowitz                     | Wadowitz                     | Wadowitz                     | Wadowitz                     | Wadowitz                     | Wadowitz                     | Wadowitz                     | Wadowitz                     |
| Chocznia            | Chocznia            | Hotzenwald               | KK           | WA           | Wadowice           | Wadowice               | Wadowice               | Wadowice               | Wadowitz               | Wadowitz               | Wadowitz               | Wadowitz                     | Wadowitz                     | Wadowitz                     | Wadowitz                     | Wadowitz                     | Wadowitz                     | Wadowitz                     | Wadowitz                     | Wadowitz                     | Wadowitz                     | Wadowitz                     | Wadowitz                     | Wadowitz                     | Wadowitz                     | Wadowitz                     |
| Gorzeń Dolny        | Frydrychowice       | Schauenbrand             | KK           | WA           | Wadowice           | Wadowice               | Wadowice               | Wadowice               | Wadowitz               | Wadowitz               | Wadowitz               | Wadowitz                     | Wadowitz                     | Wadowitz                     | Wadowitz                     | Wadowitz                     | Wadowitz                     | Wadowitz                     | Wadowitz                     | Wadowitz                     | Wadowitz                     | Wadowitz                     | Wadowitz                     | Wadowitz                     | Wadowitz                     | Wadowitz                     |
| Gorzeń Górny        | Gorzen-Gorny        | Brandhöhe                | KK           | WA           | Wadowice           | Wadowice               | Wadowice               | Wadowice               | Wadowitz               | Wadowitz               | Wadowitz               | Wadowitz                     | Wadowitz                     | Mucharz                      | Mucharz                      | Mucharz                      | Mucharz                      | Mucharz                      | Mucharz                      | Mucharz                      | Mucharz                      | Mucharz                      | Mucharz                      | Mucharz                      | Mucharz                      | Mucharz                      |
| Jaroszowice         | Jaroszowice         | Georgstal                | KK           | WA           | Wadowice           | Wadowice               | Wadowice               | Wadowice               | Wadowitz               | Wadowitz               | Wadowitz               | Wadowitz                     | Wadowitz                     | Wadowitz                     | Wadowitz                     | Wadowitz                     | Wadowitz                     | Wadowitz                     | Wadowitz                     | Wadowitz                     | Wadowitz                     | Wadowitz                     | Wadowitz                     | Wadowitz                     | Wadowitz                     | Wadowitz                     |
| Kaczyna             | Kaczyna             | Entenbach                | KK           | WA           | Wadowice           | Wadowice               | Wadowice               | Wadowice               | Wadowitz               | Wadowitz               | Wadowitz               | Wadowitz                     | Wadowitz                     | Wadowitz                     | Wadowitz                     | Wadowitz                     | Wadowitz                     | Wadowitz                     | Wadowitz                     | Wadowitz                     | Wadowitz                     | Wadowitz                     | Wadowitz                     | Wadowitz                     | Wadowitz                     | Wadowitz                     |
| Ponikiew            | Ponikiew            | Waldgrund                | KK           | WA           | Wadowice           | Wadowice               | Wadowice               | Wadowice               | Wadowitz               | Wadowitz               | Wadowitz               | Wadowitz                     | Wadowitz                     | Mucharz                      | Mucharz                      | Mucharz                      | Mucharz                      | Mucharz                      | Mucharz                      | Mucharz                      | Mucharz                      | Mucharz                      | Mucharz                      | Mucharz                      | Mucharz                      | Mucharz                      |
| Radocza             | Radocze             | Freudenhöhe              | KK           | WA           | Wadowice           | Wadowice               | Wadowice               | Wadowice               | Wadowitz               | Wadowitz               | Wadowitz               | Wadowitz                     | Wadowitz                     | Wadowitz                     | Wadowitz                     | Wadowitz                     | Wadowitz                     | Wadowitz                     | Wadowitz                     | Wadowitz                     | Wadowitz                     | Wadowitz                     | Wadowitz                     | Wadowitz                     | Wadowitz                     | Wadowitz                     |
| Tomice              | Tomica              | Thomsrode                | KK           | WA           | Wadowice           | Wadowice               | Wadowice               | Wadowice               | Wadowitz               | Wadowitz               | Wadowitz               | Wadowitz                     | Wadowitz                     | Wadowitz                     | Wadowitz                     | Wadowitz                     | Wadowitz                     | Wadowitz                     | Wadowitz                     | Wadowitz                     | Wadowitz                     | Wadowitz                     | Wadowitz                     | Wadowitz                     | Wadowitz                     | Wadowitz                     |
| Zawadka             | Zawadka             | Wenigenmauthen           | KK           | WA           | Wadowice           | Wadowice               | Wadowice               | Wadowice               | Wadowitz               | Wadowitz               | Wadowitz               | Wadowitz                     | Wadowitz                     | Wadowitz                     | Wadowitz                     | Wadowitz                     | Wadowitz                     | Wadowitz                     | Wadowitz                     | Wadowitz                     | Wadowitz                     | Wadowitz                     | Wadowitz                     | Wadowitz                     | Wadowitz                     | Wadowitz                     |
| Frydrychowice       | Frydrychowice       | Teichenfriedrichsdorf    | KK           | WA           | Wieprz             | Wieprz                 | Wieprz                 | Wieprz                 | Wadowitz               | Wadowitz               | Wadowitz               | Wadowitz                     | Wadowitz                     | Wadowitz                     | Wadowitz                     | Wadowitz                     | Wadowitz                     | Wadowitz                     | Wadowitz                     | Wadowitz                     | Wadowitz                     | Wadowitz                     | Wadowitz                     | Wadowitz                     | Wadowitz                     | Wadowitz                     |
| Gierałtowice        | Gieraltowice        | Gerhardsdorf             | KK           | WA           | Wieprz             | Wieprz                 | Wieprz                 | Wieprz                 | Zator                  | Zator                  | Zator                  | Zator                        | Zator                        | Zator                        | Zator                        | Zator                        | Zator                        | Zator                        | Zator                        | Zator                        | Zator                        | Zator                        | Zator                        | Zator                        | Zator                        | Zator                        |
| Gierałtowiczki      | Gieraltowiczki      | Gerhardsteichen          | KK           | WA           | Wieprz             | Wieprz                 | Wieprz                 | Wieprz                 | Zator                  | Zator                  | Zator                  | Zator                        | Zator                        | Zator                        | Zator                        | Zator                        | Zator                        | Zator                        | Zator                        | Zator                        | Zator                        | Zator                        | Zator                        | Zator                        | Zator                        | Zator                        |
| Głębowice           | Glebowice           | Gundorf                  | KK           | WA           | Wieprz             | Wieprz                 | Wieprz                 | Wieprz                 | Zator                  | Zator                  | Zator                  | Zator                        | Zator                        | Zator                        | Zator                        | Zator                        | Zator                        | Zator                        | Zator                        | Zator                        | Zator                        | Zator                        | Zator                        | Zator                        | Zator                        | Zator                        |
| Nidek               | Nidek               | Niedeck (Bielitz)        | KK           | WA           | Wieprz             | Wieprz                 | Wieprz                 | Wieprz                 | Andrichau              | Andrichau              | Andrichau              | Andrichau                    | Andrichau                    | Andrichau                    | Andrichau                    | Andrichau                    | Andrichau                    | Andrichau                    | Andrichau                    | Andrichau                    | Andrichau                    | Andrichau                    | Andrichau                    | Andrichau                    | Andrichau                    | Andrichau                    |
| Przybradz           | Glebowice           | Prieberndorf             | KK           | WA           | Wieprz             | Wieprz                 | Wieprz                 | Wieprz                 | Zator                  | Zator                  | Zator                  | Zator                        | Zator                        | Zator                        | Zator                        | Zator                        | Zator                        | Zator                        | Zator                        | Zator                        | Zator                        | Zator                        | Zator                        | Zator                        | Zator                        | Zator                        |
| Wieprz              | Wieprz              | Langebersbach            | KK           | WA           | Wieprz             | Wieprz                 | Wieprz                 | Wieprz                 | Andrichau              | Andrichau              | Andrichau              | Andrichau                    | Andrichau                    | Andrichau                    | Andrichau                    | Andrichau                    | Andrichau                    | Andrichau                    | Andrichau                    | Andrichau                    | Andrichau                    | Andrichau                    | Andrichau                    | Andrichau                    | Andrichau                    | Andrichau                    |
| Zator               | Zator               | Neuenstadt               | KK           | WA           | Zator              | Zator                  | Zator                  | Zator                  | Zator                  | Zator                  | Zator                  | Zator                        | Zator                        | Zator                        | Zator                        | Zator                        | Zator                        | Zator                        | Zator                        | Zator                        | Zator                        | Zator                        | Zator                        | Zator                        | Zator                        | Zator                        |
| Graboszyce          | Graboszyce          | Weißbuchenau             | KK           | WA           | Zator              | Zator                  | Zator                  | Zator                  | Zator                  | Zator                  | Zator                  | Zator                        | Zator                        | Zator                        | Zator                        | Zator                        | Zator                        | Zator                        | Zator                        | Zator                        | Zator                        | Zator                        | Zator                        | Zator                        | Zator                        | Zator                        |
| Grodzisko           | Grodzisko           | Schauenburg              | KK           | WA           | Zator              | Zator                  | Zator                  | Zator                  | Zator                  | Zator                  | Zator                  | Zator                        | Zator                        | Zator                        | Zator                        | Zator                        | Zator                        | Zator                        | Zator                        | Zator                        | Zator                        | Zator                        | Zator                        | Zator                        | Zator                        | Zator                        |
| Las                 | Las                 | Weichselwalden           | KK           | WA           | Zator              | Zator                  | Zator                  | Zator                  | Zator                  | Zator                  | Zator                  | Zator                        | Zator                        | Zator                        | Zator                        | Zator                        | Zator                        | Zator                        | Zator                        | Zator                        | Zator                        | Zator                        | Zator                        | Zator                        | Zator                        | Zator                        |
| Laskowa             | Laskowa             | Teichenbach              | KK           | WA           | Zator              | Zator                  | Zator                  | Zator                  | Zator                  | Zator                  | Zator                  | Zator                        | Zator                        | Zator                        | Zator                        | Zator                        | Zator                        | Zator                        | Zator                        | Zator                        | Zator                        | Zator                        | Zator                        | Zator                        | Zator                        | Zator                        |
| Palczowice          | Palczowice          | Palzendorf               | KK           | WA           | Zator              | Zator                  | Zator                  | Zator                  | Zator                  | Zator                  | Zator                  | Zator                        | Zator                        | Zator                        | Zator                        | Zator                        | Zator                        | Zator                        | Zator                        | Zator                        | Zator                        | Zator                        | Zator                        | Zator                        | Zator                        | Zator                        |
| Piotrowice          | Piotrowice          | Langenpeterswald         | KK           | WA           | Zator              | Zator                  | Zator                  | Zator                  | Zator                  | Zator                  | Zator                  | Zator                        | Zator                        | Zator                        | Zator                        | Zator                        | Zator                        | Zator                        | Zator                        | Zator                        | Zator                        | Zator                        | Zator                        | Zator                        | Zator                        | Zator                        |
| Podolsze            | Podolsze            | Schauemünde              | KK           | WA           | Zator              | Zator                  | Zator                  | Zator                  | Zator                  | Zator                  | Zator                  | Zator                        | Zator                        | Zator                        | Zator                        | Zator                        | Zator                        | Zator                        | Zator                        | Zator                        | Zator                        | Zator                        | Zator                        | Zator                        | Zator                        | Zator                        |
| Przeciszów          | Przeciszow          | Hartmannsdorf            | KK           | WA           | Zator              | Zator                  | Zator                  | Zator                  | Zator                  | Zator                  | Zator                  | Zator                        | Zator                        | Zator                        | Zator                        | Zator                        | Zator                        | Zator                        | Zator                        | Zator                        | Zator                        | Zator                        | Zator                        | Zator                        | Zator                        | Zator                        |
| Rudze               | Rudze               | Rauden                   | KK           | WA           | Zator              | Zator                  | Zator                  | Zator                  | Zator                  | Zator                  | Zator                  | Zator                        | Zator                        | Zator                        | Zator                        | Zator                        | Zator                        | Zator                        | Zator                        | Zator                        | Zator                        | Zator                        | Zator                        | Zator                        | Zator                        | Zator                        |
| Smolice             | Smolice             | Pechgrund                | KK           | WA           | Zator              | Zator                  | Zator                  | Zator                  | Zator                  | Zator                  | Zator                  | Zator                        | Zator                        | Zator                        | Zator                        | Zator                        | Zator                        | Zator                        | Zator                        | Zator                        | Zator                        | Zator                        | Zator                        | Zator                        | Zator                        | Zator                        |
| Trzebieńczyce       | Trzebinczyce        | Schauenrode              | KK           | WA           | Zator              | Zator                  | Zator                  | Zator                  | Zator                  | Zator                  | Zator                  | Zator                        | Zator                        | Zator                        | Zator                        | Zator                        | Zator                        | Zator                        | Zator                        | Zator                        | Zator                        | Zator                        | Zator                        | Zator                        | Zator                        | Zator                        |
| Bąków               | Bonkau              | Buchenau                 | ŚL           | BK           | Bąków              | Bąków                  | Bąków                  | Bąków                  | Schwarzwasser          | Schwarzwasser          | Schwarzwasser          | Schwarzwasser                | Schwarzwasser                | Schwarzwasser                | Schwarzwasser                | Schwarzwasser                | Schwarzwasser                | Schwarzwasser                | Schwarzwasser                | Schwarzwasser                | Schwarzwasser                | Schwarzwasser                | Schwarzwasser                | Schwarzwasser                | Schwarzwasser                | Schwarzwasser                |
| Bielowicko          | Bielowitzko         | Kleinbielen              | ŚL           | BK           | Bielowicko         | Bielowicko             | Bielowicko             | Bielowicko             | Ernsdorf               | Ernsdorf               | Ernsdorf               | Ernsdorf                     | Ernsdorf                     | Ernsdorf                     | Ernsdorf                     | Ernsdorf                     | Ernsdorf                     | Ernsdorf                     | Ernsdorf                     | Ernsdorf                     | Ernsdorf                     | Ernsdorf                     | Ernsdorf                     | Ernsdorf                     | Ernsdorf                     | Ernsdorf                     |
| Biery               | Bierau              | –                        | ŚL           | BK           | Biery              | Biery                  | Biery                  | Biery                  | Ernsdorf               | Ernsdorf               | Ernsdorf               | Ernsdorf                     | Ernsdorf                     | Ernsdorf                     | Ernsdorf                     | Ernsdorf                     | Ernsdorf                     | Ernsdorf                     | Ernsdorf                     | Ernsdorf                     | Ernsdorf                     | Ernsdorf                     | Ernsdorf                     | Ernsdorf                     | Ernsdorf                     | Ernsdorf                     |
| Bronów              | Braunau             | –                        | ŚL           | BK           | Bronów             | Bronów                 | Bronów                 | Bronów                 | Zabrzeg                | Zabrzeg                | Zabrzeg                | Zabrzeg                      | Zabrzeg                      | Zabrzeg                      | Zabrzeg                      | Zabrzeg                      | Zabrzeg                      | Zabrzeg                      | Zabrzeg                      | Zabrzeg                      | Zabrzeg                      | Zabrzeg                      | Zabrzeg                      | Zabrzeg                      | Zabrzeg                      | Zabrzeg                      |
| Bystra Śląska       | Bistrai-Nord        | Großbistra               | ŚL           | BK           | Bystra Śląska      | Bystra Śląska          | Bystra Śląska          | Bystra Śląska          | Bistrai-Nord           | Bistrai-Nord           | Bistrai-Nord           | Schirk                       | Schirk                       | Schirk                       | Schirk                       | Schirk                       | Schirk                       | Schirk                       | Schirk                       | Schirk                       | Schirk                       | Schirk                       | Schirk                       | Schirk                       | Schirk                       | Schirk                       |
| Chybie              | Chybi               | Albrechtshofen           | ŚL           | BK           | Chybie             | Chybie                 | Chybie                 | Chybie                 | Schwarzwasser          | Schwarzwasser          | Schwarzwasser          | Schwarzwasser                | Schwarzwasser                | Schwarzwasser                | Schwarzwasser                | Schwarzwasser                | Schwarzwasser                | Schwarzwasser                | Schwarzwasser                | Schwarzwasser                | Schwarzwasser                | Schwarzwasser                | Schwarzwasser                | Schwarzwasser                | Schwarzwasser                | Schwarzwasser                |
| Czechowice          | Czechowitz          | –                        | ŚL           | BK           | Czechowice         | Czechowice             | Czechowice             | Czechowitz (DGO)       | Czechowitz (DGO)       | Czechowitz (DGO)       | Czechowitz (DGO)       | Tschechowitz-Dziedzitz (DGO) | Tschechowitz-Dziedzitz (DGO) | Tschechowitz-Dziedzitz (DGO) | Tschechowitz-Dziedzitz (DGO) | Tschechowitz-Dziedzitz (DGO) | Tschechowitz-Dziedzitz (DGO) | Tschechowitz-Dziedzitz (DGO) | Tschechowitz-Dziedzitz (DGO) | Tschechowitz-Dziedzitz (DGO) | Tschechowitz-Dziedzitz (DGO) | Tschechowitz-Dziedzitz (DGO) | Tschechowitz-Dziedzitz (DGO) | Tschechowitz-Dziedzitz (DGO) | Tschechowitz-Dziedzitz (DGO) | Tschechowitz-Dziedzitz (DGO) |
| Drogomyśl           | Drahomischl         | Draschendorf             | ŚL           | BK           | Drogomyśl          | Drogomyśl              | Drogomyśl              | Drogomyśl              | Schwarzwasser          | Schwarzwasser          | Schwarzwasser          | Schwarzwasser                | Schwarzwasser                | Schwarzwasser                | Schwarzwasser                | Schwarzwasser                | Schwarzwasser                | Schwarzwasser                | Schwarzwasser                | Schwarzwasser                | Schwarzwasser                | Schwarzwasser                | Schwarzwasser                | Schwarzwasser                | Schwarzwasser                | Schwarzwasser                |
| Dziedzice           | Dziedzitz           | –                        | ŚL           | BK           | Dziedzice          | Dziedzice              | Dziedzice              | Dziedzitz (DGO)        | Dziedzitz (DGO)        | Dziedzitz (DGO)        | Dziedzitz (DGO)        | Tschechowitz-Dziedzitz       | Tschechowitz-Dziedzitz       | Tschechowitz-Dziedzitz       | Tschechowitz-Dziedzitz       | Tschechowitz-Dziedzitz       | Tschechowitz-Dziedzitz       | Tschechowitz-Dziedzitz       | Tschechowitz-Dziedzitz       | Tschechowitz-Dziedzitz       | Tschechowitz-Dziedzitz       | Tschechowitz-Dziedzitz       | Tschechowitz-Dziedzitz       | Tschechowitz-Dziedzitz       | Tschechowitz-Dziedzitz       | Tschechowitz-Dziedzitz       |
| Frelichów           | Fröhlichhof         | Fröhlichhof              | ŚL           | BK           | Frelichów          | Frelichów              | Frelichów              | Frelichów              | Schwarzwasser          | Schwarzwasser          | Schwarzwasser          | Schwarzwasser                | Schwarzwasser                | Schwarzwasser                | Schwarzwasser                | Schwarzwasser                | Schwarzwasser                | Schwarzwasser                | Schwarzwasser                | Schwarzwasser                | Schwarzwasser                | Schwarzwasser                | Schwarzwasser                | Schwarzwasser                | Schwarzwasser                | Schwarzwasser                |
| Grodziec            | Grodzietz           | Burghof (Beskiden)       | ŚL           | BK           | Grodziec           | Grodziec               | Grodziec               | Grodziec               | Ernsdorf               | Ernsdorf               | Ernsdorf               | Ernsdorf                     | Ernsdorf                     | Ernsdorf                     | Ernsdorf                     | Ernsdorf                     | Ernsdorf                     | Ernsdorf                     | Ernsdorf                     | Ernsdorf                     | Ernsdorf                     | Ernsdorf                     | Ernsdorf                     | Ernsdorf                     | Ernsdorf                     | Ernsdorf                     |
| Iłownica            | Illownitz           | Niklasdorf               | ŚL           | BK           | Iłownica           | Iłownica               | Iłownica               | Iłownica               | Zabrzeg                | Zabrzeg                | Zabrzeg                | Zabrzeg                      | Zabrzeg                      | Zabrzeg                      | Zabrzeg                      | Zabrzeg                      | Zabrzeg                      | Zabrzeg                      | Zabrzeg                      | Zabrzeg                      | Zabrzeg                      | Zabrzeg                      | Zabrzeg                      | Zabrzeg                      | Zabrzeg                      | Zabrzeg                      |
| Jasienica           | Heinzendorf         | –                        | ŚL           | BK           | Jasienica          | Jasienica              | Jasienica              | Jasienica              | Ernsdorf               | Ernsdorf               | Ernsdorf               | Ernsdorf                     | Ernsdorf                     | Ernsdorf                     | Ernsdorf                     | Ernsdorf                     | Ernsdorf                     | Ernsdorf                     | Ernsdorf                     | Ernsdorf                     | Ernsdorf                     | Ernsdorf                     | Ernsdorf                     | Ernsdorf                     | Ernsdorf                     | Ernsdorf                     |
| Jaworze             | Ernsdorf            | –                        | ŚL           | BK           | Jaworze            | Jaworze                | Jaworze                | Jaworze                | Ernsdorf               | Ernsdorf               | Ernsdorf               | Ernsdorf                     | Ernsdorf                     | Ernsdorf                     | Ernsdorf                     | Ernsdorf                     | Ernsdorf                     | Ernsdorf                     | Ernsdorf                     | Ernsdorf                     | Ernsdorf                     | Ernsdorf                     | Ernsdorf                     | Ernsdorf                     | Ernsdorf                     | Ernsdorf                     |
| Kamienica           | Kamitz              | –                        | ŚL           | BK           | Kamienica          | Kamitz (DGO)           | Kamitz (DGO)           | Kamitz (DGO)           | Kamitz (DGO)           | Kamitz (DGO)           | Kamitz (DGO)           | Kamitz (DGO)                 | Kamitz (DGO)                 | Kamitz (DGO)                 | Bielitz                      | Bielitz                      | Bielitz                      | Bielitz                      | Bielitz                      | Bielitz                      | Bielitz                      | Bielitz                      | Bielitz                      | Bielitz                      | Bielitz                      | Bielitz                      |
| Komorowice Śląskie  | Batzdorf-West       | Großbatzdorf             | ŚL           | BK           | Komorowice Śląskie | Komorowice Śląskie     | Komorowice Śląskie     | Komorowice Śląskie     | Komorowice Śląskie     | Komorowice Śląskie     | Komorowice Śląskie     | Komorowice Śląskie           | Komorowice Śląskie           | Batzdorf-West                | Batzdorf-West                | Batzdorf-West                | Batzdorf-West                | Batzdorf-West                | Batzdorf-West                | Batzdorf-West                | Batzdorf-West                | Batzdorf-West                | Batzdorf-West                | Batzdorf-West                | Batzdorf-West                | Batzdorf-West                |
| Landek              | Landeck             | –                        | ŚL           | BK           | Landek             | Landek                 | Landek                 | Landek                 | Zabrzeg                | Zabrzeg                | Zabrzeg                | Zabrzeg                      | Zabrzeg                      | Zabrzeg                      | Zabrzeg                      | Zabrzeg                      | Zabrzeg                      | Zabrzeg                      | Zabrzeg                      | Zabrzeg                      | Zabrzeg                      | Zabrzeg                      | Zabrzeg                      | Zabrzeg                      | Zabrzeg                      | Zabrzeg                      |
| Ligota              | Ellgoth             | –                        | ŚL           | BK           | Ligota             | Ligota                 | Ligota                 | Ligota                 | Zabrzeg                | Zabrzeg                | Zabrzeg                | Zabrzeg                      | Zabrzeg                      | Zabrzeg                      | Zabrzeg                      | Zabrzeg                      | Zabrzeg                      | Zabrzeg                      | Zabrzeg                      | Zabrzeg                      | Zabrzeg                      | Zabrzeg                      | Zabrzeg                      | Zabrzeg                      | Zabrzeg                      | Zabrzeg                      |
| Łazy                | Lasy-West           | Laasendorf               | ŚL           | BK           | Łazy               | Łazy                   | Łazy                   | Łazy                   | Ernsdorf               | Ernsdorf               | Ernsdorf               | Ernsdorf                     | Ernsdorf                     | Ernsdorf                     | Ernsdorf                     | Ernsdorf                     | Ernsdorf                     | Ernsdorf                     | Ernsdorf                     | Ernsdorf                     | Ernsdorf                     | Ernsdorf                     | Ernsdorf                     | Ernsdorf                     | Ernsdorf                     | Ernsdorf                     |
| Mazańcowice         | Matzdorf            | –                        | ŚL           | BK           | Mazańcowice        | Mazańcowice            | Mazańcowice            | Mazańcowice            | Mazańcowice            | Mazańcowice            | Mazańcowice            | Mazańcowice                  | Mazańcowice                  | Batzdorf-West                | Batzdorf-West                | Batzdorf-West                | Batzdorf-West                | Batzdorf-West                | Batzdorf-West                | Batzdorf-West                | Batzdorf-West                | Batzdorf-West                | Batzdorf-West                | Batzdorf-West                | Batzdorf-West                | Batzdorf-West                |
| Międzyrzecze Dolne  | Nieder Kurzwald     | –                        | ŚL           | BK           | Międzyrzecze Dolne | Międzyrzecze Dolne     | Międzyrzecze Dolne     | Nieder Kurzwald (DGO)  | Nieder Kurzwald (DGO)  | Nieder Kurzwald (DGO)  | Nieder Kurzwald (DGO)  | Nieder Kurzwald (DGO)        | Nieder Kurzwald (DGO)        | Kurzwald                     | Kurzwald                     | Kurzwald                     | Kurzwald                     | Kurzwald                     | Kurzwald                     | Kurzwald                     | Kurzwald                     | Kurzwald                     | Kurzwald                     | Kurzwald                     | Kurzwald                     | Kurzwald                     |
| Międzyrzecze Górne  | Ober Kurzwald       | –                        | ŚL           | BK           | Międzyrzecze Górne | Międzyrzecze Górne     | Międzyrzecze Górne     | Ober Kurzwald (DGO)    | Ober Kurzwald (DGO)    | Ober Kurzwald (DGO)    | Ober Kurzwald (DGO)    | Ober Kurzwald (DGO)          | Ober Kurzwald (DGO)          | Kurzwald (DGO)               | Kurzwald (DGO)               | Kurzwald (DGO)               | Kurzwald (DGO)               | Kurzwald (DGO)               | Kurzwald (DGO)               | Kurzwald (DGO)               | Kurzwald (DGO)               | Kurzwald (DGO)               | Kurzwald (DGO)               | Kurzwald (DGO)               | Kurzwald (DGO)               | Kurzwald (DGO)               |
| Mikuszowice Śląskie | Nickelsdorf-West    | –                        | ŚL           | BK           | Mikuszowice Śl.    | Nickelsdorf-West (DGO) | Nickelsdorf-West (DGO) | Nickelsdorf-West (DGO) | Nickelsdorf-West (DGO) | Nickelsdorf-West (DGO) | Nickelsdorf-West (DGO) | Nickelsdorf-West (DGO)       | Nickelsdorf-West (DGO)       | Nickelsdorf-West (DGO)       | Bielitz                      | Bielitz                      | Bielitz                      | Bielitz                      | Bielitz                      | Bielitz                      | Bielitz                      | Bielitz                      | Bielitz                      | Bielitz                      | Bielitz                      | Bielitz                      |
| Mnich               | Mnich               | Mönnichau                | ŚL           | BK           | Mnich              | Mnich                  | Mnich                  | Mnich                  | Schwarzwasser          | Schwarzwasser          | Schwarzwasser          | Schwarzwasser                | Schwarzwasser                | Schwarzwasser                | Schwarzwasser                | Schwarzwasser                | Schwarzwasser                | Schwarzwasser                | Schwarzwasser                | Schwarzwasser                | Schwarzwasser                | Schwarzwasser                | Schwarzwasser                | Schwarzwasser                | Schwarzwasser                | Schwarzwasser                |
| Roztropice          | Rostropitz          | Rostern                  | ŚL           | BK           | Roztropice         | Roztropice             | Roztropice             | Roztropice             | Ernsdorf               | Ernsdorf               | Ernsdorf               | Ernsdorf                     | Ernsdorf                     | Ernsdorf                     | Ernsdorf                     | Ernsdorf                     | Ernsdorf                     | Ernsdorf                     | Ernsdorf                     | Ernsdorf                     | Ernsdorf                     | Ernsdorf                     | Ernsdorf                     | Ernsdorf                     | Ernsdorf                     | Ernsdorf                     |
| Rudzica             | Riegersdorf         | –                        | ŚL           | BK           | Rudzica            | Rudzica                | Rudzica                | Rudzica                | Zabrzeg                | Zabrzeg                | Zabrzeg                | Zabrzeg                      | Zabrzeg                      | Zabrzeg                      | Zabrzeg                      | Zabrzeg                      | Zabrzeg                      | Zabrzeg                      | Zabrzeg                      | Zabrzeg                      | Zabrzeg                      | Zabrzeg                      | Zabrzeg                      | Zabrzeg                      | Zabrzeg                      | Zabrzeg                      |
| Stare Bielsko       | Alt Bielitz         | Altbielitz               | ŚL           | BK           | Stare Bielsko      | Alt Bielitz (DGO)      | Alt Bielitz (DGO)      | Alt Bielitz (DGO)      | Alt Bielitz (DGO)      | Alt Bielitz (DGO)      | Alt Bielitz (DGO)      | Alt Bielitz (DGO)            | Alt Bielitz (DGO)            | Alt Bielitz (DGO)            | Alt Bielitz (DGO)            | Alt Bielitz (DGO)            | Alt Bielitz (DGO)            | Alt Bielitz (DGO)            | Alt Bielitz (DGO)            | Alt Bielitz (DGO)            | Alt Bielitz (DGO)            | Alt Bielitz (DGO)            | Alt Bielitz (DGO)            | Alt Bielitz (DGO)            | Alt Bielitz (DGO)            | Alt Bielitz (DGO)            |
| Strumień            | Schwarzwasser       | –                        | ŚL           | BK           | Strumień           | Strumień               | Strumień               | Strumień               | Schwarzwasser          | Schwarzwasser          | Schwarzwasser          | Schwarzwasser                | Schwarzwasser                | Schwarzwasser                | Schwarzwasser                | Schwarzwasser                | Schwarzwasser                | Schwarzwasser                | Schwarzwasser                | Schwarzwasser                | Schwarzwasser                | Schwarzwasser                | Schwarzwasser                | Schwarzwasser                | Schwarzwasser                | Schwarzwasser                |
| Wapienica           | Lobnitz             | –                        | ŚL           | BK           | Wapienica          | Lobnitz (DGO)          | Lobnitz (DGO)          | Lobnitz (DGO)          | Lobnitz (DGO)          | Lobnitz (DGO)          | Lobnitz (DGO)          | Lobnitz (DGO)                | Lobnitz (DGO)                | Lobnitz (DGO)                | Lobnitz (DGO)                | Lobnitz (DGO)                | Lobnitz (DGO)                | Lobnitz (DGO)                | Lobnitz (DGO)                | Lobnitz (DGO)                | Lobnitz (DGO)                | Lobnitz (DGO)                | Lobnitz (DGO)                | Lobnitz (DGO)                | Lobnitz (DGO)                | Lobnitz (DGO)                |
| Wieszczęta          | Wieszczont          | Talhof                   | ŚL           | BK           | Wieszczęta         | Wieszczęta             | Wieszczęta             | Wieszczęta             | Ernsdorf               | Ernsdorf               | Ernsdorf               | Ernsdorf                     | Ernsdorf                     | Ernsdorf                     | Ernsdorf                     | Ernsdorf                     | Ernsdorf                     | Ernsdorf                     | Ernsdorf                     | Ernsdorf                     | Ernsdorf                     | Ernsdorf                     | Ernsdorf                     | Ernsdorf                     | Ernsdorf                     | Ernsdorf                     |
| Zabłocie            | Zablatsch           | Weichselbruch            | ŚL           | BK           | Zabłocie           | Zabłocie               | Zabłocie               | Zabłocie               | Schwarzwasser          | Schwarzwasser          | Schwarzwasser          | Schwarzwasser                | Schwarzwasser                | Schwarzwasser                | Schwarzwasser                | Schwarzwasser                | Schwarzwasser                | Schwarzwasser                | Schwarzwasser                | Schwarzwasser                | Schwarzwasser                | Schwarzwasser                | Schwarzwasser                | Schwarzwasser                | Schwarzwasser                | Schwarzwasser                |
| Zaborze             | Zaborz-West         | Fichtenau                | ŚL           | BK           | Zaborze            | Zaborze                | Zaborze                | Zaborze                | Schwarzwasser          | Schwarzwasser          | Schwarzwasser          | Schwarzwasser                | Schwarzwasser                | Schwarzwasser                | Schwarzwasser                | Schwarzwasser                | Schwarzwasser                | Schwarzwasser                | Schwarzwasser                | Schwarzwasser                | Schwarzwasser                | Schwarzwasser                | Schwarzwasser                | Schwarzwasser                | Schwarzwasser                | Schwarzwasser                |
| Zabrzeg             | Zabrzeg             | Weichselwerde            | ŚL           | BK           | Zabrzeg            | Zabrzeg                | Zabrzeg                | Zabrzeg                | Zabrzeg                | Zabrzeg                | Zabrzeg                | Zabrzeg                      | Zabrzeg                      | Zabrzeg                      | Zabrzeg                      | Zabrzeg                      | Zabrzeg                      | Zabrzeg                      | Zabrzeg                      | Zabrzeg                      | Zabrzeg                      | Zabrzeg                      | Zabrzeg                      | Zabrzeg                      | Zabrzeg                      | Zabrzeg                      |
| Zarzecze            | Zarzicz             | Schwarzwald              | ŚL           | BK           | Zarzecze           | Zarzecze               | Zarzecze               | Zarzecze               | Schwarzwasser          | Schwarzwasser          | Schwarzwasser          | Schwarzwasser                | Schwarzwasser                | Schwarzwasser                | Schwarzwasser                | Schwarzwasser                | Schwarzwasser                | Schwarzwasser                | Schwarzwasser                | Schwarzwasser                | Schwarzwasser                | Schwarzwasser                | Schwarzwasser                | Schwarzwasser                | Schwarzwasser                | Schwarzwasser                |
| Zbytków             | Zbitkau             | Winkel                   | ŚL           | BK           | Zbytków            | Zbytków                | Zbytków                | Zbytków                | Schwarzwasser          | Schwarzwasser          | Schwarzwasser          | Schwarzwasser                | Schwarzwasser                | Schwarzwasser                | Schwarzwasser                | Schwarzwasser                | Schwarzwasser                | Schwarzwasser                | Schwarzwasser                | Schwarzwasser                | Schwarzwasser                | Schwarzwasser                | Schwarzwasser                | Schwarzwasser                | Schwarzwasser                | Schwarzwasser                |
| Bielsko             | Bielitz             | –                        | ŚL           | BKM          | Bielsko            | Bielsko (DGO)          | Bielsko (DGO)          | Bielsko (DGO)          | Bielsko (DGO)          | Bielsko (DGO)          | Bielsko (DGO)          | Bielsko (DGO)                | Bielsko (DGO)                | Bielsko (DGO)                | Bielsko (DGO)                | Bielsko (DGO)                | Bielsko (DGO)                | Bielsko (DGO)                | Bielsko (DGO)                | Bielsko (DGO)                | Bielsko (DGO)                | Bielsko (DGO)                | Bielsko (DGO)                | Bielsko (DGO)                | Bielsko (DGO)                | Bielsko (DGO)                |